# Mont du Précipice

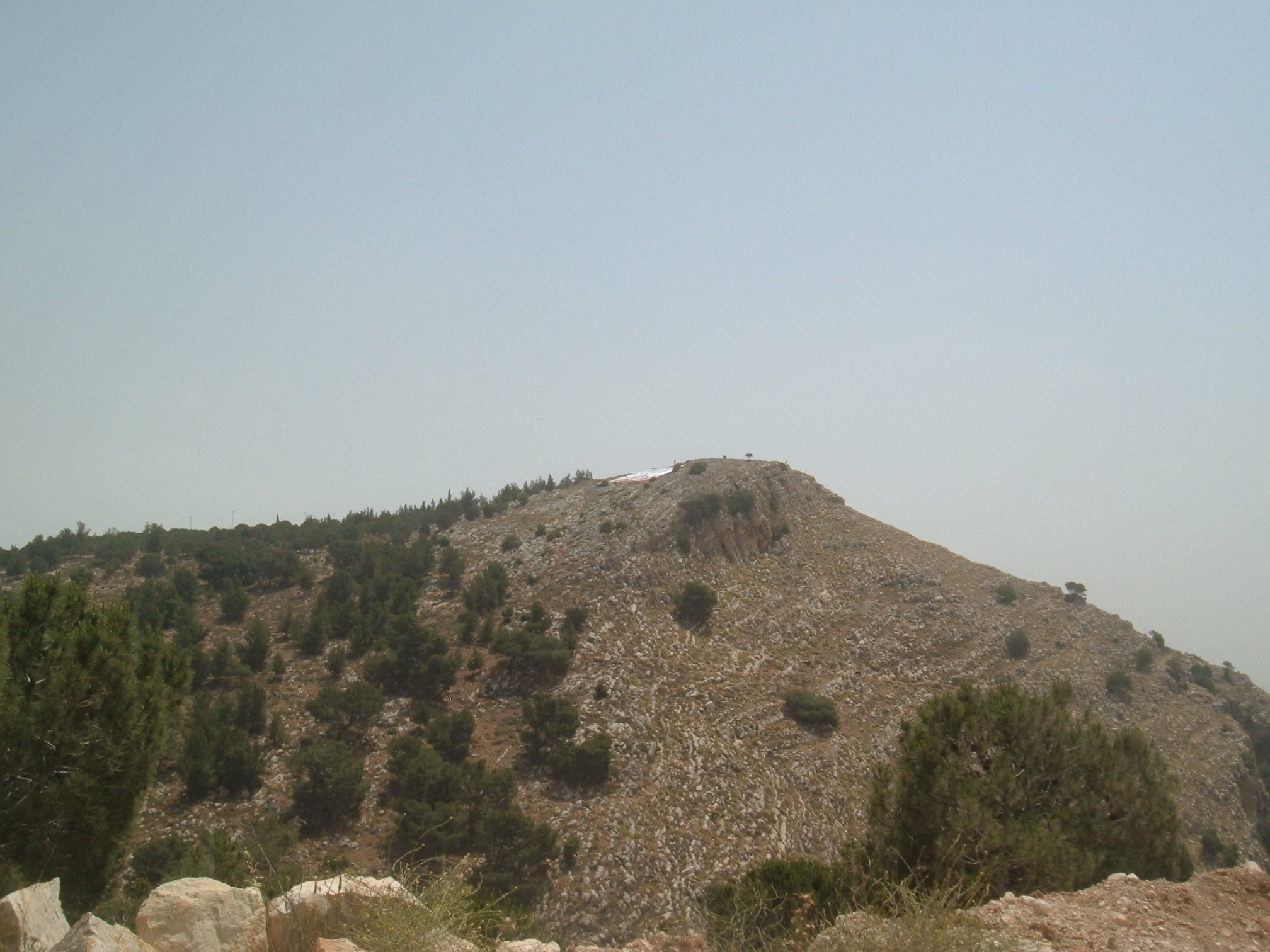
Le mont du Précipice.

Le mont du Précipice (en hébreu : הר הקפיצה ; en arabe : جبل القفزة) est une colline située au sud de Nazareth, en Israël, à deux kilomètres au sud-sud-ouest du centre de la ville moderne. Beaucoup l'identifient à l'endroit d'où les habitants de Nazareth, ne reconnaissant pas Jésus comme le Messie, auraient tenté de le jeter du haut d'une montagne (dans l'Évangile selon Luc, 4, 29-30).
Des fouilles archéologiques dans la grotte de Qafzeh, située sur le mont du Précipice, ont mis au jour des restes humains vieux d'environ 100 000 ans, qui attestent que certains groupes humains accordaient un soin particulier à l'inhumation des défunts à cette époque (présence de pigments ocre et de divers objets, notamment des bois de cerf).  
Au cours du XXe siècle, le mont a été utilisé comme carrière, aujourd'hui abandonnée. La route 60 passe par un tunnel creusé dans la montagne à l'emplacement de l'ancienne carrière, et relie Afula et la vallée de Jezreel à Nazareth. 
Le 14 mai 2009, au cours d'une visite en Israël, le pape Benoît XVI y a célébré la messe devant 40 000 personnes.